# Jiří Pilnáček
Jiří Pilnáček (17. února 1932 – 22. února 2018) byl český lední hokejista, útočník.

## Hráčská kariéra
Byl odchovancem klubu SK Královo Pole. V lize hrál za Sokol Zbrojovka Brno-Židenice a Tatran Opava (1956–1957).
Za reprezentaci Československa nastoupil 26. března 1949 v utkání proti Polsku v Brně, ve kterém dal 1 gól. V reprezentaci nastoupil jako sedmnáctiletý dorostenec po výborném výkonu ve finále dorosteneckého mistrovství republiky.